# Espīārbon
Espīārbon (persiska: سِفيداربُن, Sefīdārbon, اسپیاربن) är en ort i Iran.   Den ligger i provinsen Mazandaran, i den norra delen av landet, 120 km nordost om huvudstaden Teheran. Espīārbon ligger 64 meter över havet och antalet invånare är 722.
Terrängen runt Espīārbon är platt. Runt Espīārbon är det ganska tätbefolkat, med 149 invånare per kvadratkilometer. Närmaste större samhälle är Āmol, 6,5 km väster om Espīārbon. Trakten runt Espīārbon består till största delen av jordbruksmark.